# 1 Pedro 4
1 Pedro 4 é o quarto capítulo da Primeira Epístola de Pedro, de autoria do Apóstolo Pedro, que faz parte do Novo Testamento da Bíblia.

## Estrutura
I. Instruções e estímulo acerca do sofrimento (continuação de 1 Pedro 3)
1. Os sofrimentos de Cristo devem levar-nos à abnegação, à consagração a Deus e ao abandono dos excessos sensuais do passado, v. 1-3
2. Parêntese. Instruções acerca dos deveres práticos da vida cristã, que glorificam a Deus, v. 7-11
3. Não devemos estranhar as provas duras, e sim suportá-las com alegria, v. 12
4. O sofrimento com Cristo e por Cristo deve ser suportado com alegria, pois conduz à glória espiritual, v. 13,14
5. Não devemos sofrer como praticantes do mal. Mas quando sofremos como cristãos, devemos glorificar a Deus e colocar nossa alma ao seu cuidado, v. 15-19